# 188 av. J.-C.
Cette page concerne l'année 188 av. J.-C. du calendrier julien proleptique.

## Événements
- 19 novembre 189 av. J.-C. (15 mars 566 du calendrier romain) : début à Rome du consulat de Marcus Valerius Messalla et Caius Livius Salinator[1].
- Janvier : Marcus Fulvius Nobilior prend Samé après quatre mois de siège et soumet Céphalonie, qui devient une importante base romaine en mer Ionienne[2].
- Printemps :
  - Antiochos III perd l'Asie Mineure au traité d’Apamée-Kibôtos au profit de Pergame et de Rhodes (Carie et Lycie)[2]. Le Sénat romain lui interdit de traverser la limite du Taurus, d’entretenir une flotte dans l’Égée et de lever des mercenaires en Grèce. Il doit livrer ses navires et ses éléphants, et payer une indemnité de guerre de 12 000 talents. Cette dette pousse Antiochos III à une campagne en Susiane afin d’en piller les temples (cf. 187 av. J.-C.). L'Asie Mineure est morcelée en plusieurs États rivaux : les Galates au centre, les royaumes de Prusias Ier de Bithynie, d'Ariarathe IV de Cappadoce et d'Eumène II de Pergame au nord, à l’ouest et au sud. Les rois de Bithynie et de Cappadoce doivent payer tribut. Le Sénat récompense la fidélité d'Eumène II en agrandissant son royaume de Pergame qui finit par comprendre toute la partie antérieure de l'Asie Mineure. La Thrace passe aux Attalides de Pergame.
  - Philopœmen fait raser les murs de Sparte et en déporte les habitants[3].
- 17 juillet : éclipse solaire totale observée à Rome[4],[5].
- 26 septembre : mort en Chine de Han Huidi, deuxième empereur de la dynastie Han[6] ; son successeur Liu Gong, un enfant en bas âge, règne jusqu'en 184 av. J.-C. sous la tutelle de l'impératrice douairière Lü Zhi[7].
- Automne : Cnaeus Manlius Vulso évacue l'Asie Mineure après sa victoire sur les Galates[2]. En Thrace, il tombe dans une embuscade près de Cypsela. Quintus Minucius Thermus est tué[8].

## Naissances
- Han Jingdi, empereur chinois de la dynastie Han.

## Décès
- 26 septembre : Han Huidi, deuxième empereur de la dynastie Han.